# 江戸っ子1号
江戸っ子1号（えどっこ1ごう）は、日本の深海用小型フリーフォール型無人探査機。江戸っ子1号プロジェクトにより、2013年に開発された。
2013年11月22日、日本海溝の水深7800m地点に潜行・着底し、海底の生物の3Dフルハイビジョンビデオ撮影に成功した。
江戸っ子1号プロジェクトは、「産官学金連携プロジェクト」として、東京都・千葉県の中小企業6社と、支援団体（大学・研究所・信用金庫・支援企業・ボランティアなど）によって形成されていた。
2014年、「江戸っ子1号プロジェクト」は国から海洋立国推進功労者として表彰を受けるなど、技術開発、社会貢献の分野でいくつかの表彰を受けている。
2015年2月以降はプロジェクト参加企業である岡本硝子が開発から販売までを事業として手がけることになり
、他の参加企業と「江戸っ子1号事業化グループ」を結成、同年3月に最初の製品を海洋研究開発機構に納入した。

## 開発の経緯
大阪の中小企業らの東大阪宇宙開発協同組合による人工衛星「まいど1号」に触発された杉野ゴム化学工業所社長の杉野行雄が、「（大阪が宇宙ならば）東京は深海を目指そう」と着想し、東京東信用金庫に持ち込んだことから始まった。東京東信用金庫では、産学連携協定を締結していた東京海洋大学と芝浦工業大学の産学連携機関と協議し、中小企業の活性化と、学生の実学研修のためにプロジェクトとして支援することとして、海洋研究開発機構の支援を仰いだ。海洋研究開発機構は、海洋開発への新規企業の参画および海洋に対する一般の理解促進を期待して、支援を決定した。ただし、まいど1号の事例を勘案し、支援は技術的な助言と共同研究による施設供与にとどめ、設計・製作作業はプロジェクト側で全面的に行うこととした。
プロジェクトに賛同した浜野製作所と杉野ゴム化学工業所が、芝浦工業大学、東京海洋大学、および東京東信用金庫の支援機関とともに海洋研究開発機構の指導の下で検討を重ねた。当初は11000mまで潜行可能で、海底を移動できる遠隔操作型探査機 (ROV) が構想されていたが、中小企業の技術力および資金力では実現性がなかった。1年以上の検討の末、海洋研究開発機構の研究者が30年前にガラス球を用いて、海底のカメラ撮影を行った事例を基に、市販のガラス球を素材に水深8000mまで自然落下しておもりを分離することで浮上する探査装置が実現性のあるものとして開発を進めることとした。
この時点で、新たにパール技研とツクモ電子工業が参加を表明し、4社による江戸っ子1号プロジェクト推進委員会が発足し、東京東信用金庫が事務局を務め、芝浦工業大学と東京海洋大学の産学連携機関が補佐する体制が構築された。
機体は、4個のガラス球に計器を搭載し、躯体に取り付ける設計であるため、各企業がそれぞれガラス球の開発を担当し、そこに大学の専門の研究室を割り当てて、大学の設計を企業が具現化するという体制を取り、全体のプロジェクト管理と技術統括を東京東信用金庫が担当した。この段階で、ビデオカメラの供給をソニーに依頼し、ソニーエンジニアの有志が、ビデオ関係のソフト開発の助言を行った。開発を進める過程で、機体には不可欠なガラス球のカバーを真空成型で製作するバキュームモールド工業および、ガラス球の製作を行う岡本硝子が参画することとなり、国産での開発に向けて前進した。
2011年9月、プロジェクトは海洋研究開発機構の実用化展開促進プログラムという支援事業に採択され、企業4社、大学2校、信用金庫と海洋研究開発機構の間に共同研究開発契約が締結された。以後、本格的な開発が海洋研究開発機構のプールなどの施設を利用して行われたが、実際の海水中の試験については、海洋研究開発機構の研究者からの紹介で、江の島にある新江ノ島水族館の水深6mの相模湾大水槽内での挙動試験、および水族館の紹介で江ノ島片瀬漁港の漁船「源春丸」により実海水試験（合計8回）を繰り返すことにより、機体の性能を確認し、日本海溝の超深海実験に向けて、整備を行った。
2012年11月、経済産業省のグローバル技術連携支援事業に採択され、本格的な開発とともに、海外展開を目指すこととなった。この支援事業は、岡本硝子、バキュームモールド工業、パール技研、浜野製作所、杉野ゴム化学工業所が申請者である。

## 構造および特徴
江戸っ子1号は、4つの球、フレーム、エサ台、オモリからなる。各球は縦に配置されており、上から通信球・トランスポンダ球・照明球・撮影球である。各球はプレスチックの保護カバーで覆われた耐圧ガラス球である。通信球はフレームから離れてロープでつながっている。それ以外の球は、全長約1.5mの金属製のフレームに固定されている。エサ台、オモリはフレームの下部に取り付けられている。

### 搭載機器
GPS受信機、衛星電話、トランスポンダ、LEDモジュール、3Dハンディカム（ソニー製の市販品）、制御コンピュータ、各種センサ、バッテリ、オモリ切離し装置、オモリ、生物採集トラップ、採泥器

### 動作内容
- 母船から海中に投入後、自重とオモリで秒速1m程度で沈下する。
- 2時間程度で7800mの海底に到達する。
- 着底後、エサ台が自重で展開し、本体の斜め下方に設置される。
- 照明と3Dビデオ撮影はタイマーでオン・オフされる。
- 母船からの音響通信によるコマンドをトランスポンダで受信し、オモリを切離して浮上する。
- 浮上後、GPSで位置を測定し、衛星電話（イリジウム）で母船に現在位置を知らせる。

### 特徴
- 全長160cm、空中重量50kgであるため、漁船などの小型船舶による実験も可能である。
- 機能を限定しているため、従来の探査機に比較して安価である。
- 海面より8000mの超深海まで、任意の深度の海底での探査が可能である。
- 機体として音を出さないため、魚類が警戒せず、自然のままの観察が可能である。
- ガラス球間の海中無線通信治具を備え、複数のガラス球間の無線LANを形成することが可能である。
- ガラス球内に市販のカメラ（3Dも含む）を搭載して、映像のソフト的修正を必要としない。

（現在は家庭用のフルハイビジョン3Dハンディカム（ソニーHDR-TD20V）を搭載し、外部バッテリを接続して約10時間の撮影ができる。）

### 欠点
- フリーフォールの為、指定した場所に降下させることはできない。

　（音響装置で、落下地点の確定は可能である）
- 浮上はガラス球の浮力によるものなので、大きな採集物の採取はできない。

## 日本海溝での潜行実験（2013年）
2013年11月21日、海洋研究開発機構の調査船「かいよう」にプロジェクトのメンバーが乗船し、横須賀港から房総半島沖の日本海溝へ向かった。11月22日までの間に深度7800m地点2か所でそれぞれ1機、深度4000m地点1か所で1機、合計3機を投下した。それぞれ5 - 30時間程度の海底滞在中に、5 - 30時間のフルハイビジョン3Dビデオ撮影に成功し、3機とも回収に成功した。
深度7800m地点では、ヨコエビやシンカイクサウオなどが撮影された。深度4000m地点では、ヨロイダラやソコボウズなどが撮影された。映像はこの深度では世界初の3D撮影で、充分に鮮明であり、斜め上からの撮影のため生物の行動の観察がしやすいものだった。

## 事業化
岡本硝子は、2014年6月1日付で海洋・特機事業部を創設し、江戸っ子1号の事業化を推進することとした。2015年2月、江戸っ子1号プロジェクト推進委員会を発展的に解消させる形で、岡本硝子の海洋・特機事業部が開発から製造販売に至る事業すべてを引き受け、従来プロジェクトに加わっていた企業（ツクモ電子工業を除く4社）とは契約を結んで「江戸っ子1号事業化グループ」を形成することになった。2015年4月1日、江戸っ子1号事業化グループは、海洋研究開発機構にフリーフォール型深海探査機1機と海底設置型の長期環境モニタリング装置3機を3月31日付で納入したと発表した。さらに、2017年には「江戸っ子1号活用支援グループ」が立ち上げられている。

## 年表
- 2009年 5月 - 杉野ゴム化学工業所社長の杉野行雄が発案[8]、東京東信用金庫に相談
- 2010年11月 - 海洋研究開発機構より、「フリーフォール型ガラス球深海カメラ」の提案を受ける[6]。
- 2011年 4月 - 江戸っ子1号プロジェクト推進委員会が発足（中核企業4社、支援団体3者）
- 2011年 8月 - ソニーのエンジニア有志が参加
- 2011年 9月 - 海洋研究開発機構の実用化展開促進プログラムに採用される[5]。
- 2012年 1月 - 共同研究契約に調印
- 2012年 2月 - バキュームモールド工業がプロジェクトに参加
- 2012年 3月 - 海洋研究開発機構で高圧試験・水中挙動試験
- 2012年 4月 - 岡本硝子がプロジェクトに参加
- 2012年 6月 - 新江ノ島水族館で撮影実験・挙動実験[13]
- 2012年10月 - 相模湾（水深50m）での潜行実験に成功
- 2013年 2月 - 岡本硝子が委員会に加盟
- 2013年 5月 - 岡本硝子で水深8000mに耐えるガラス球の開発に成功
- 2013年 6月 - 相模湾での潜行実験で3Dフルハイビジョンビデオ撮影に成功
- 2013年 7月 - 日本海溝実験用の新設計の機体・制御モジュールを製作
- 2013年 8月 - 相模湾（水深710m）での潜行実験に成功
- 2013年11月 - 日本海溝（水深7800m）での超深海潜行実験に成功[2]
- 2014年 1月 - 江戸っ子1号プロジェクト成果報告会開催
- 2014年 6月 - 岡本硝子が海洋・特機事業部を設立
- 2015年 2月 - 江戸っ子1号プロジェクト推進委員会が解散し、岡本硝子が事業化を引き受け、他の4社と「江戸っ子1号事業化グループ」を結成
- 2015年 3月 - 最初の実用品を海洋研究開発機構に納入

## 開発・運営体制

### 江戸っ子1号プロジェクト
この字体は2015年2月結成の「江戸っ子1号事業化グループ」に参加
- 岡本硝子
- 浜野製作所
- バキュームモールド工業
- パール技研
- 杉野ゴム化学工業所
- ツクモ電子工業

### 支援団体
- 海洋研究開発機構 (JAMSTEC)
- 芝浦工業大学
- 東京海洋大学
- 東京東信用金庫

### 制御システム開発
- 株式会社アイツーアイ技研[6]

### 技術支援
- 新江ノ島水族館
- ソニーエンジニアの有志

### 協賛
- エスアイテック
- 東京東信用金庫
- ひがしんビジネスクラブ「オーロラ」
- ひがしん若手経営者の会「ラパン」

### 機材提供
- ソニー

## 受賞・表彰

### 江戸っ子1号プロジェクト
- 2014年4月9日　 日刊工業新聞社 第43回日本産業技術大賞（審査委員会特別賞）[14]
- 2014年7月18日　内閣総理大臣海洋立国推進功労者表彰[14]
- 2014年9月12日　内閣府第12回産学官連携功労者表彰内閣総理大臣賞[14]
- 2014年11月10日 一般財団法人素形材センター 第30回素形材産業技術表彰・第3回素形材連携経営賞中小企業庁長官賞[14]

### 東京東信用金庫
- 2014年1月29日　日本金融通信社 2013年度ニッキン大賞（社会貢献活動の模範）[15]
- 2014年6月26日　全国信用金庫協会 第17回信用金庫社会貢献賞（会長賞）[16]